# Christopher Lutz
Christopher Lutz (ur. 24 lutego 1971 w Neukirchen-Vluyn) – niemiecki szachista, arcymistrz od 1992 roku.

## Życiorys
Pierwsze sukcesy zaczął odnosić w połowie lat 80. XX wieku. W 1986 roku podzielił III miejsce (za Władimirem Akopianem i Ilią Gurewiczem) w mistrzostwach świata juniorów do lat 16 rozegranych w Rio Gallegos, natomiast w 1987 zdobył w Altensteigu tytuł mistrza Niemiec juniorów do lat 20. W kolejnych latach odniósł wiele międzynarodowych sukcesów, zwyciężając bądź dzieląc I miejsca m.in. w Bad Wildbad (1990), Dortmundzie (1991, turniej B), Budapeszcie (1991, wraz z Aleksandrem Baburinem), Ostendzie (1992), Puli (1997, wraz z Zurabem Sturuą, Gyulą Saxem, Jaanem Ehlvestem i Aleksandrem Delczewem) oraz w Bad Zwesten (2000, wraz z m.in. Igorem Glekiem, Władimirem Czuczełowem i Erikiem Lobronem). Do indywidualnych sukcesów zaliczyć również może II miejsca w Baden-Baden (1992, za Anatolijem Karpowem, a przed m.in. Arturem Jusupowem, Lwem Psachisem, Robertem Hübnerem, Erikiem Lobronem i Joelem Lautierem) oraz w Essen (2001, za Rustamem Kasimdżanowem, przed m.in. Emilem Sutowskim, Olegiem Romaniszynem, Rustemem Dautowem, Arturem Jusupowem i Michaiłem Gurewiczem).
W roku 2000 wystąpił w New Delhi w mistrzostwach świata systemem pucharowym, pokonując w I rundzie Ehsana Ghaema Maghami, ale w II ulegając Aleksandrowi Chalifmanowi, natomiast w 2002 był jedynym reprezentantem Niemiec w rozegranym w Dortmundzie turnieju pretendentów organizacji Braingames, zajmując w grupie A czwartą (ostatnią) lokatę.
Od pierwszych lat 90. należy do podstawowych zawodników reprezentacji Niemiec. Pomiędzy 1992 a 2006 rokiem uczestniczył we wszystkich w tym okresie rozegranych ośmiu szachowych olimpiadach (w tym raz na I szachownicy), największy sukces odnosząc w roku 2000 w Stambule, gdzie niemieccy szachiści zdobyli brązowe medale. Na swoim koncie posiada również dwa medale drużynowych mistrzostw Europy (1999, 2001 – oba wraz z drużyną) oraz start w narodowej drużynie w drużynowych mistrzostwach świata w 2001 r. w Erywaniu. Wielokrotnie startował w finałach indywidualnych mistrzostw Niemiec, w latach 1995 i 2001 dwukrotnie zdobywając tytuł mistrza kraju.
Najwyższy ranking w karierze osiągnął 1 lipca 2002 r., z wynikiem 2655 punktów zajmował wówczas 35. miejsce na światowej liście FIDE, jednocześnie zajmując 1. miejsce wśród niemieckich szachistów.
W 2002 r. był sekundantem Władimira Kramnika podczas jego meczu z szachowym programem Deep Fritz w Bahrajnie. Jest jednym z twórców sukcesu innego programu komputerowego Hydra, który m.in. w 2005 r. pokonał czołowego szachistę świata Michaela Adamsa.

## Publikacje
- Endspieltraining für die Praxis. Analysen und Übungen aus Großmeisterhand, 1999, ISBN 3-932861-02-7